# 第三帝国
第三帝国（だいさんていこく、英: (the) Third Empire, Third Reich, Third Realm, Third Kingdom、独: Drittes Reich）は、古くからキリスト教神学で「来るべき理想の国家」を意味する概念として用いられた。第三の国、千年帝国（英: Thousand-Year Reich, millenarianism, 独: Tausendjähriges Reich）とも。NSDAP（ナチス）による呼称が有名。

## 中世における「第三の国」
中世イタリアの思想家フィオーレのヨアキムは世界史を三つの時代に区分した。「三時代教説」と呼ばれるこの考え方では、まず「律法の元に俗人が生きる『父の国』時代」、そして「イエス・キリストのもとに聖職者が生きる『子の国』の時代」、そして最後の審判の後に訪れる、「自由な精神の下に修道士が生きる『聖霊の国』の時代」の三つに分けられると定義した。ここでは「第三の国」が来るべき理想の国であるというニュアンスを持つこととなった。フィオーレのヨアキムは1260年から永遠の福音の時代になるとした。

## ロシア・北欧における第三帝国
作家フョードル・ドストエフスキーは、西ローマ帝国、東ローマ帝国は信仰が足りないために滅亡したが、聖ロシアは第三のローマ帝国とならなければならないと論じた。ドストエフスキーのこうした思想はドイツのドストエフスキー研究者メラー・ファン・デン・ブルックへ多大な影響を与え、メラー・ファン・デン・ブルックは『第三帝国』を著した。またナチス政権で国民啓蒙・宣伝大臣を務めたヨーゼフ・ゲッベルスもドストエフスキーから深い影響を受けている。
ヘンリック・イプセンは1873年の戯曲「皇帝とガリラヤ人」において、中世キリスト教文明を「霊の帝国」、古代ギリシア思想文明を「肉の帝国」とし、この二つをあわせもった理想国家を「第三の帝国」と称した。イプセンによれば、ヘレニズム段階、キリスト教段階を総合する皇帝ユリアヌスにおいて実現される「貴族的人間」の第三帝国が出現する。ドイツの劇作家・ナチ党政治家ディートリヒ・エッカートはイプセンの影響を受けた。
ロシアの詩人ディミトリー・メレシュコフスキーも同様の意味での「第三帝国」を志向した。

## ドイツにおける第三帝国

### ディートリヒ・エッカート

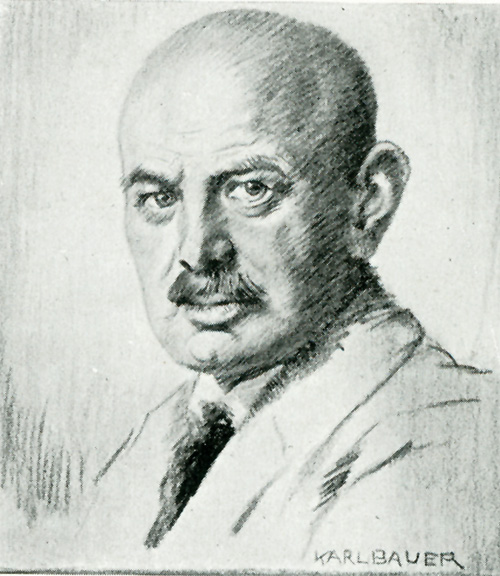
ディートリヒ・エッカート

国家社会主義ドイツ労働者党の前身ドイツ労働者党の創設者の一人であった劇作家でイプセンの影響を受けたディートリヒ・エッカートは、反ユダヤ主義雑誌「アウフ・グート・ドイッチュ」1919年7月号に発表した論文「ルターと利子」で、ドイツ民族が第三帝国を実現して救済をもたらすと論じた。エッカートはイプセンよりも露骨な反ユダヤ主義を前面に押し出して、悪魔のようなユダヤ人が利子率を作り出したと論じた。
エッカートに庇護された弟子がアルフレート・ローゼンベルクやアドルフ・ヒトラーである。

### メラー・ファン・デン・ブルック

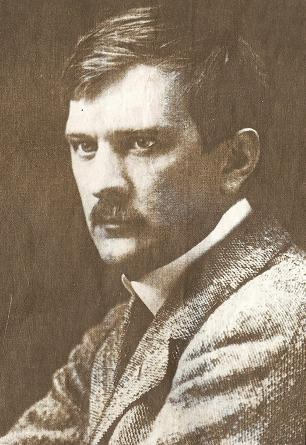
メラー・ファン・デン・ブルック

ドストエフスキーの第三帝国論に影響を受けたドイツ保守革命の思想家アルトゥール・メラー・ファン・デン・ブルックは、1923年に著した『第三帝国論』の中で、第一のライヒである神聖ローマ帝国と、第二のライヒであるドイツ帝国の正統性を受け継ぐ「第三のライヒ（第三帝国）」の創設を唱えた。当時ドイツ人の多く、特に右派はヴァイマル共和政を正統な国家と見なしておらず、右派思想家達はドイツ帝国を継承する新たな「ライヒ」の出現を期待していた。またファン・デン・ブルックの著書には民族共同体を破壊する自由主義への嫌悪、政治指導者による独裁「指導者原理」など後のナチズムと共通する部分が多いが、ナチ党自体はファン・デン・ブルックの「第三帝国」とナチ党の「第三帝国」は無関係であるとしている。
メラーの「第三帝国」の理念は、結局のところ神秘的で漠然とした思想であり、メラー自身、こうした第三帝国の曖昧な思想は問題的であると感じていた。彼によれば、この思想は「不思議な雲のごときもの」であり、全く彼岸の存在であった。しかし、現実の彼方のものであっても、やはりそれは一つの現実の思想とならねばならいとして、現状を「第三帝国」の思想によって克服しようとメラーは訴えている。
メラーのこの著作は二つの異なる方向に影響を及ぼした。まず第一には、ナチスが第三帝国のスローガンを採用したことによって、この名称が特殊な作用を及ぼし、ついにはこの著作の内容とは異なる結果が生じてしまった。ナチ党のイデオローグたちは、メラーの著書がナチズムの世界観の発展において重要な地位を占めることになったことを認めているが、その場合でも信念における一致よりは、むしろ第三帝国のスローガンの民衆に対する宣伝効果が重視されていた。いずれにせよ、ナチ党に対するメラー派の同志たちの冷淡な態度からみて、新ナショナリズムの教説を説く彼等がかなりの点でナチズムに共鳴しなかったと結論するのは可能である。
第二は、それが、民主的、自由主義的諸制度を軽蔑する態度を人々に吹き込んだことである。この影響は巧妙に操作された宣伝スローガンの効果とは比較しえないが、それが当時のナショナリズムの心情をもった知識人の大部分の政治的意志形成に重要な役割を果たしたことは否定しえない。メラーの「第三帝国」は青年保守派のいわばバイブルであったからである。

### ナチ党

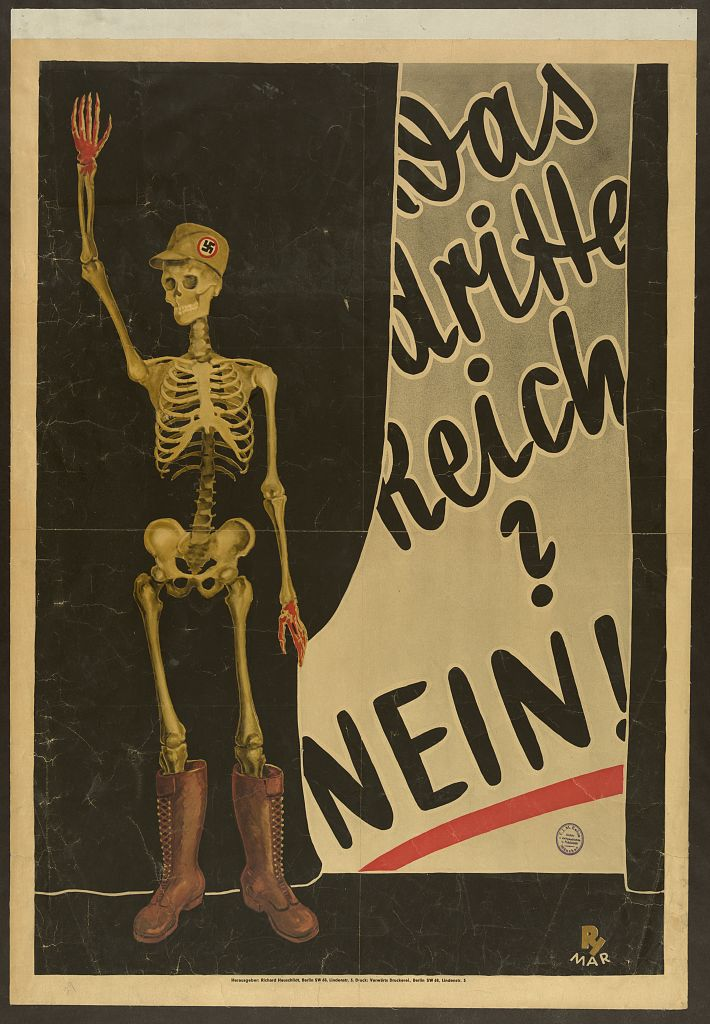
ドイツ社会民主党が1932年に使用したプロパガンダポスター。「Das dritte Reich?NEIN!（第三帝国？ノー！）」と書かれている

「Drittes Reich（第三帝国）」は、神聖ローマ帝国を第一帝国、ビスマルクの帝政ドイツを第二帝国とし、その後を継ぐドイツ民族による3度目の帝国として国家社会主義ドイツ労働者党（ナチ党）統治下のドイツ（ナチス・ドイツ）で用いられた。ただし、当時の公式のドイツ国名は「Deutsches Reich（ドイツ国）」、もしくは「Großdeutsches Reich（大ドイツ国）」であった。なお、ライヒ (Reich) とは、ドイツ語で「一支配者が全ての地域 (Land) を治めている全国 (Reich)」と規定され、「ライヒ＝帝国」ではない。
正確な時期は不明であるが、ナチ党の数ある用語の一つとして「第三帝国」は用いられた。例としては全権委任法成立翌日に発行された『フェルキッシャー・ベオバハター』は「ドイツはめざめた。偉大な仕事が始まった。『第三ライヒ（第三帝国）』の日が到来したのだ。」と書いており、ナチ党の側がいわゆるナチス・ドイツ時代を指す用語としても用いられた。
しかし、この呼称は海外の反ナチ運動の風刺に用いられるようになったため、
1939年6月13日、総統アドルフ・ヒトラーは「第三帝国」の用語を使用しないよう告げた。7月10日には、ヨーゼフ・ゲッベルスも国民啓蒙・宣伝省において宣伝の文句として使用するのを控えるよう通達している 。しかし、この措置は徹底されず、ゲッベルスは以降も自身の演説などで引用した他、ヒトラー自身も、1941年12月17日から18日にかけての談話で「今や、ドイツという時、それは『第三帝国』以外の何ものでもない」と語っている。

## 日本
日本においては茅原華山が維新以前の「覇者の帝国」と維新以後の「藩閥官僚の帝国」を超克する民本主義の帝国の出現を唱え、大正2年（1913年）に『第三帝国』という評論雑誌を発刊している。